# Sebastian Lang
Sebastian Lang (Sonnenberg (Erfurt), 15 september 1979) is een Duits voormalig wielrenner. Hij staat bekend als een goed tijdrijder. Dit liet hij onder andere zien in de Ronde van Frankrijk 2006 waarin hij vierde werd in de proloog en in beide lange tijdritten in de top 5 eindigde.
Lang maakte zijn profdebuut als stagiair in 2001 en werd echt prof het jaar erop bij Team Gerolsteiner. Hij won in zijn debuut jaar meteen twee etappes in de Duitse Ronde van Rijnland-Palts. In 2011 reed Lang zowel de Giro (56°), de Tour (113°) als de Vuelta (77°) uit. Hij is de 26e renner aller tijden die deze prestatie heeft neergezet na Mario Aerts een teamgenoot die dit deed in 2007.

## Belangrijkste overwinningen
2002
- 1e etappe Ronde van Rijnland-Palts
- 4e etappe Ronde van Rijnland-Palts

2003
- Proloog Ronde van Rhodos
- Eindklassement Ronde van Denemarken
- Karlsruher Versicherungs-Grand-Prix (met Michael Rich)

2004
- 3e etappe Hessen Rundfahrt
- Eindklassement Hessen Rundfahrt

2005
- Protour ploegentijdrit (met Markus Fothen, Sven Krauss, Torsten Schmidt, Uwe Peschel en Michael Rich) in Eindhoven
- 5e etappe Hessen Rundfahrt

2006
- Duits kampioen individuele tijdrit, Elite
- LuK Challenge Chrono (met Markus Fothen)
- Eindklassement Drielandenronde

## Resultaten in voornaamste wedstrijden
| Jaar | Ronde van Italië | Ronde van Frankrijk | Ronde van Spanje |
| ---- | ---------------- | ------------------- | ---------------- |
| 2002 |                  |                     |                  |
| 2003 |                  |                     |                  |
| 2004 |                  | 78e                 |                  |
| 2005 |                  | 65e                 |                  |
| 2006 |                  | 65e                 |                  |
| 2007 |                  |                     |                  |
| 2008 |                  | 75e                 | 79e              |
| 2009 |                  | 76e                 |                  |
| 2010 | 71e              | 80e                 |                  |
| 2011 | 56e              | 113e                | 77e              |

| Jaar | Milaan-San Remo | Gent-Wevelgem | Ronde van Vlaanderen | Parijs-Roubaix |  | WK op de weg |  | Wereldranglijsten |
| ---- | --------------- | ------------- | -------------------- | -------------- |  | ------------ |  | ----------------- |
| 2002 |                 |               |                      |                |  |              |  |                   |
| 2003 | 168e            |               |                      |                |  |              |  |                   |
| 2004 | 158e            | 55e           |                      |                |  |              |  |                   |
| 2005 |                 | 50e           | 44e                  |                |  |              |  |                   |
| 2006 |                 | 44e           |                      |                |  |              |  | 159e (UPT)        |
| 2007 |                 | 88e           |                      |                |  | 35e          |  |                   |
| 2008 |                 | 57e           |                      | 75e            |  | opgave       |  | 152e (UPT)        |
| 2009 |                 |               |                      |                |  | opgave       |  |                   |
| 2010 |                 |               |                      |                |  |              |  | 265e (UWK)        |
| 2011 |                 |               |                      |                |  |              |  |                   |